# HMIS Indus (U67)
«Індус» (англ. HMIS Indus (U67)) — військовий корабель, шлюп типу «Грімсбі» Індійського королівського військово-морського флоту за часів Другої світової війни.

## Історія створення
Шлюп «Індус» був закладений 8 грудня 1933 року на верфі «Hawthorn Leslie and Company» у Геббурні. Спущений на воду 24 серпня 1935 року, вступив у стрій 15 березня 1934 року.

## Історія служби
Після вступу у стрій шлюп «Індус» в основному використовувався як навчальний корабель. У 1937 році прибув до Великої Британії на коронаційні заходи Георга VI. У вересні 1939 року переданий в розпорядження ВМС Великої Британії. З лютого 1940 року базувався в Адені. 
Після вступу Італії у Другу світову війну супроводжував конвої на маршруті Аден - Суец. У 1941 році пройшов ремонт в Бомбеї, під час якого на кораблі була встановлена додаткова зчетверена 12,7-мм кулеметна установка.
У червні 1941 року шлюп брав участь в операції «Хронометр» із висадки британських військ в Асебі.
Після вступу Японії у війну повернувся до Індії. На початку 1942 року супроводжував конвой з Коломбо в Калькутту, потім супроводжував транспорт в Рангун. 
Пізніше діяв біля узбережжя Бірми, надаючи підтримку сухопутним військам.
6 квітня 1942 року «Індус» був потоплений японськими бомбардувальниками в Ак'ябі.